# Maraton w São Paulo
Maraton w São Paulo – bieg maratoński rozgrywany corocznie w brazylijskim mieście São Paulo. Pierwsza edycja zawodów miała miejsce w 1995 roku.
W 1997, 2000, 2001 i 2002 w ramach maratonu rozgrywano puchar Ameryki Południowej. W 2003 bieg miał rangę mistrzostw Brazylii.

## Zwycięzcy
| Edycja | Rok  | Zwycięzca                   | Czas (g:m:s) | Zwyciężczyni                | Czas (g:m:s) |
| ------ | ---- | --------------------------- | ------------ | --------------------------- | ------------ |
| 1.     | 1995 | Luíz Antônio dos Santos     | 2:17:11      | Nadieżda Wijenberg          | 2:39:33      |
| 2.     | 1996 | Chaham El Maati             | 2:15:21      | Janeth Mayal                | 2:41:40      |
| 3.     | 1997 | Vincent Cheruiyot Kipkemboi | 2:17:02      | Viviane Anderson            | 2:42:13      |
| 4.     | 1998 | Diamantino dos Santos       | 2:16:55      | Viviane Anderson            | 2:39:59      |
| 5.     | 1999 | Paul Yego                   | 2:15:20      | Roxana Preussler            | 2:37:19      |
| 6.     | 2000 | David Ngetich               | 2:15:21      | Marcia Narloch              | 2:40:15      |
| 7.     | 2001 | Stephen Rugut Cheruiyot     | 2:14:30      | Marizete de Paula           | 2:38:57      |
| 8.     | 2002 | Vanderlei de Lima           | 2:11:20      | Maria Zeferina              | 2:36:07      |
| 9.     | 2003 | Genilson Junior             | 2:16:41      | Maria do Carmo              | 2:39:02      |
| 10.    | 2004 | Franck de Almeida           | 2:17:27      | Margaret Karie              | 2:40:10      |
| 11.    | 2005 | Jose Telles                 | 2:19:47      | Marcia Narloch              | 2:40:39      |
| 12.    | 2006 | Solomon Rotich Kipkoech     | 2:15:15      | Margaret Karie              | 2:39:24      |
| 13.    | 2007 | Reuben Chepwik Mutumwo      | 2:16:05      | Jackline Cherotich Chebor   | 2:40:12      |
| 14.    | 2008 | Claudir Rodriguez Bessa     | 2:17:07      | Maria Zeferina Baldaia      | 2:42:21      |
| 15.    | 2009 | Elias Kemboi Chelimo        | 2:13:59      | Marizete Moreira dos Santos | 2:41:43      |
| 16.    | 2010 | Stanley Kipleting Biwott    | 2:11:19      | Marizete Moreira dos Santos | 2:39:26      |
| 17.    | 2011 | David Kemboi Kiyeng         | 2:11:51      | Samira Raif                 | 2:36:01      |
| 18.    | 2012 | Solonei Rocha da Silva      | 2:12:25      | Elizabeth Rumokol Chepkwana | 2:31:31      |
| 19.    | 2013 | Stanley Kipchirchir Koech   | 2:16:04      | Samira Raif                 | 2:38:21      |
| 20.    | 2014 | Paul Kangogo Kios           | 2:14:18      | Elizabeth Rumokol Chepkwana | 2:42:27      |
| 21.    | 2015 | Asbel Kipsang               | 2:15:14      | Caroline Komen Chemutai     | 2:35:49      |